# معركة ماكتان
معركة ماكتان هي معركة نشبت يوم 27 أبريل 1521 وانتصر فيها مقاتلو جزيرة ماكتان الفلبينية بقيادة لابو لابو على القوات الإسبانية التي يقودها فرديناند ماجلان، والذي لقي حتفه في هذه المعركة.

## خلفية
كان ماجلان قادرا على مخاطبة القبائل الأصلية بواسطة خادمه انريك الملايو الأصل القادر على فهم تلك اللغات. فأصبح راجا هومابون سيبو حليفًا لماجلان والإسبان الذين معه، واعتنق المسيحية هو وزوجته الملكة أميهان، وبعد ذلك أقنع كلا من راجا سيبو وحليفه داتو زولا ماجلان بقتال عدوهما الداتو لابو لابو في ماكتان. وقد كان ماجلان يرغب بتحويل لابو لابو إلى المسيحية كما فعل هومابون سيبو، فاقترح على لابو لابو ذلك ولكنه رفض.

## المعركة
في صباح يوم 27 أبريل 1521 أبحر ماجلان إلى ماكتان مع قوة صغيرة. وخلال المعركة ضد جماعة لابو لابو قتل ماجلان بواسطة سهم مسموم وتمت محاصرة تلك القوة والإجهاز عليها بالحراب وغيرها من الأسلحة.
وقد زود كلا من بيجافيتا وجينس دي مافرا شهادات مكتوبة عن تلك الأحداث التي بلغت ذروتها بمقتل ماجلان:
"عندما أتي الصباح خرج 49 منا إلى الماء الذي يصل إلى الفخذين، واستمرينا نسير على الماء لمسافة أكثر من رميتين نشاب قبل أن نصل الساحل. ولم تتمكن القوارب من الوصول أكثر بسبب الصخور الحادة في الماء. وبقي 11 شخص بجوار القوارب لحراستها. وعندما وصلنا الجزيرة كان الأهالي قد قسموا أنفسهم على ثلاث مجاميع وعددهم يصل إلى ألف وخمسمائة مقاتل. فعندما رأونا صاحوا صيحات مدوية مشحونة بالازدراء لنا... فأطلق رماة البنادق والسهام علينا من مسافة نصف ساعة ولكن دون جدوى، فعندما ميزوا القائد بيننا حولوا رميهم عليه فقد طرقت خوذته مرتين، فألقى على وجهه أحد الأهالي برمح خيزران، ولكنه سرعان ماتمكن منه وقتله برمحه الذي ألقاه عليه. ثم حاول أن يخرج سيفه ولكنه لم يتمكن أن يخرج نصفه بسبب إصابة ذراعه برمح خيزران. فعندما رأى الأهالي هذا المشهد رموا أنفسهم جميعا عليه، فضربه أحدهم رجله اليسرى بسيفه المقوس، مما سبب بسقوط القائد على وجهه، ثم وبسرعة تناوشوه برماح الحديد والخيزران وبسيوفهم المقوسة، ولم يبرحوا حتى قتلوه، لقد قتلوا مرآتنا ونورنا وراحتنا ومرشدنا. فعندما طعنوه كان يلتفت إلينا ليتأكد من ركوبنا جميعا القوارب. عندئذ كنا نلمح إليه وهو ميت ونحن جرحى وهاربين إلى القوارب التي ابتعدت عن الساحل، وذلك أفضل ماستطعنا فعله." ، وقد حاول الإسبان مقايضة جثة ماجلان ببعض مما لديهم من البضائع مع الأهالي، ولكنهم رفضوا ذلك ولم يتم العثور على جثته أبدا.

### عواقب المعركة
عند استعادة المحاربين جثة ماجلان، أمر هومابون لابو لابو بإعادة جثة ماجلان مع جثث بعض أعضاء طاقمه الذين قتلوا، واعدًا بإعطائه بضاعة بقدر ما يريد مقابل الجثث، ولكن لابو لابو رفض.
تسمم بعض الجنود الذين نجوا من المعركة وعادوا إلى سيبو في أثناء مشاركتهم في وليمة قدمها هومابون. خلف ماجلان خوان سيباستيان إلكانو قائدًا للرحلة، وقد أمر بالمغادرة الفورية بعد خيانة هومابون. أبحر إلكانو وأسطوله غربًا وعادوا إلى إسبانيا في عام 1522، مكملين أول استدارة كاملة حول العالم.

## في ثقافة الفيليبين
يأتي ذكر لابو لابو في عدد من التذكارات التي جعلت لأجله: تماثيل في جزيرة ماكتان والمبنى البلدي في سيبو، ومدينة تحمل اسمه، ونوع محلي من سمك الهامور الأحمر. لعب الممثل الكابامانغاني الذي أصبح سياسيًّا فيما بعد، ليتو لابيد، دور البطولة في فيلم يدعى لابو لابو، وكتبت مغنية الأغاني الطريفة يويوي فيلامي أغنيةً شعبية بعنوان «ماجلان» تحكي بطرافة قصة مشوهة عن معركة ماكتان.
هناك مكان في جزيرة ماكتان اسمه عرش ماكتان، يُعاد فيه تمثيل المعركة في الذكرى السنوية. في نفس العرش، بعد تمثال لابو لابو، هناك مسلة منتصبة على شرف ماجلان نصبتها السلطات الإسبانية المستعمرة وشُوهت بعد الاحتلال العسكري الأمريكي للفيليبين بقليل.
ينسب إلى ماجلان أيضًا فضل إدخال الدين الكاثوليكي إلى الفيليبين عمومًا، وإدخال السانتو نينو (اليسوع الطفل) إلى سيبو بالتحديد. نُصب صليب ماجلان وعرش ماجلان المذكور آنفًا في مدينة سيبو وجزيرة ماكتان. تحمل العديد من المعالم في الفيليبين اسم ماجلان، معظمها بتهجئته الإسبانية (ماجيلانيس – Magallanes)، وهي أيضًا اسم كنية شائعة في العوائل الفيليبينية.
يعتقد سكان أرخبيل سولو أن لابو لابو كان مسلمًا من شعوب الساما باجاو.
في السابع والعشرين من أبريل عام 2017 وتكريمًا للابو لابو بصفته أول بطل يقاوم الحكم الأجنبي في البلاد، أعلن الرئيس رودريغو دوتيرتي تاريخ 27 أبريل الموافق لوقت حدوث المعركة يوم لابو لابو.

## أساطير
وفق الأسطورة المحلية، لم يمُت لابو لابو بل تحول إلى صخر، وحمى منذ ذلك الحين بحار ماكتان. يرمي صيادو الجزيرة نقودًا معدنية على صخرة لها شكل رجل، وتعَد هذه طريقة لطلب الإذن بالصيد في منطقة تشيفتين.
تتناول خرافة أخرى يتناقلها السكان المحليون تمثال لابو لابو المنتصب على قاعدة خاصة في مركز قصر البلدة في مدينة لابو لابو. يواجه التمثال مبنى مجلس البلدية القديم، حيث كان مكتب عمدة المدينة، يحمل التمثال قوسًا في وقفة يبدو فيها على وشك الإطلاق على عدو. اقترح بعض الأشخاص المتطيرين إبدال القوس بسيف؛ بعد وفاة ثلاثة أشخاص متعاقبين تولوا منصب عمدة المدينة إثر نوبة قلبية.
تقترح أسطورة أخرى أن لابو لابو غادر ماكتان بعد المعركة، وعاش في أحد الجبال.